# Denison, Texas
Denison är en stad i Grayson County, Texas. År 2000 hade staden en befolkning på 22 773 invånare.
Staden är främst känd för att den förre presidenten Dwight D. Eisenhower föddes där 1890.